# Przejście graniczne Jaśliska-Čertižné
Przejście graniczne Jaśliska-Čertižné – polsko-słowackie przejście graniczne małego ruchu granicznego położone w województwie podkarpackim, w powiecie krośnieńskim, w gminie Jaśliska (do 31 grudnia 2009 w gminie Dukla), w miejscowości Czeremcha, na przełęczy Beskid nad Czeremchą, zlikwidowane w 2007.

## Opis
Przejście graniczne małego ruchu granicznego Jaśliska-Čertižné zostało utworzone 1 kwietnia 1999. Czynne było w godz. 8.00–20.00 w okresie letnim (kwiecień–wrzesień) i w godz. 9.00–16.00 w okresie zimowym (październik–marzec). Dopuszczone było przekraczanie granicy dla obywateli Polski i Słowacji zamieszkałych w strefie nadgranicznej lub czasowo zameldowanych w tej strefie, dla osób prowadzących gospodarstwa w pasie małego ruchu granicznego i jedynie w pobliżu tych gospodarstw oraz mechanicznych i niemechanicznych środków transportowych do użytku osobistego pod warunkiem ponownego ich wwozu. Odprawę graniczną i celną wykonywały organy Straży Granicznej. Doraźnie kontrolę graniczną i celną osób, towarów oraz środków transportu wykonywała Strażnica SG w Jaśliskach.
21 grudnia 2007 na mocy układu z Schengen przejście graniczne zostało zlikwidowane.
W tym samym miejscu funkcjonowało również przejście graniczne na szlaku turystycznym Czeremcha-Čertižné.